# Grand opéra
 Der er for få eller ingen kildehenvisninger i denne artikel, hvilket er et problem. Du kan hjælpe ved at angive troværdige kilder til de påstande, som fremføres i artiklen.

Grand opéra (fransk: stor opera) er en betegnelse som fra begyndelsen blev brugt for at skelne den gennemkomponerede franske opera fra opéra comique, men som nu fortrinsvis refererer til den dyre, dekorative operagenre som var fremherskende i Paris mellem 1830 og 1850. Vigtige komponister inden for denne genre var Auber og Meyerbeer, mens den mest fremgangsrige librettist var Eugène Scribe. Grand opéra var en spektakulær scenisk genre som krævede dyre dekorationer og et dyrt scenemaskineri, et stort orkester og kor og talrige solistroller. Emnerne var hovedsagelig hentet fra historien.
Andre komponister som skrev grand opéra var Rossini, Halévy, Spontini, Wagner og Verdi.
| Musik | Spire Denne musikartikel er en spire som bør udbygges. Du er velkommen til at hjælpe Wikipedia ved at udvide den. |